# Anne Will

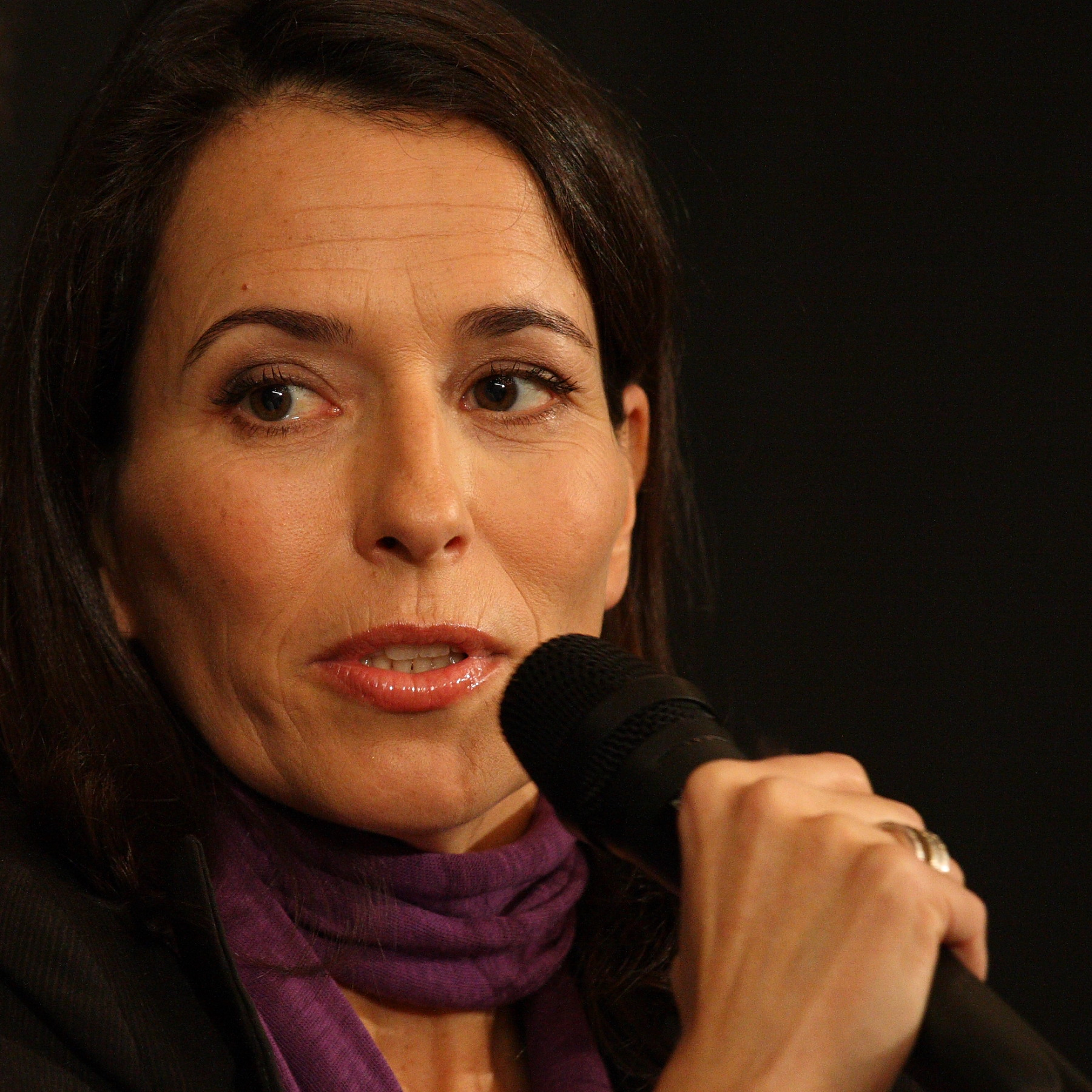
Anne Will in Keulen, november 2008

Anne Will (Keulen, 18 maart 1966) is een Duitse journaliste, nieuwslezeres en sedert september 2007 presentatrice van het politieke praatprogramma dat haar naam draagt.

## Carrière
Anne Will is de dochter van een architect en een postbeambte en groeide op in Hürth. Vanaf 1985 studeerde ze aan de Universiteit van Keulen en de Vrije Universiteit Berlijn geschiedenis, politicologie en anglistiek. In haar studententijd werkte ze als journaliste voor de Kölnische Rundschau en het Spandauer Volksblatt. Zij ontving een studiebeurs van de Friedrich-Ebert-Stiftung. In 1990 studeerde ze in Keulen af.
Na haar studie liep ze in 1991 en 1992 stage bij de Sender Freies Berlin, alwaar ze vanaf 1992 als presentatrice aan de slag ging. Van 1996 tot 1999 presenteerde ze het mediaprogramma Parlazzo op de Westdeutscher Rundfunk; eind 1999 werd ze de eerste vrouwelijke presentator van de Sportschau, en in 2000 modereerde ze de transmissie van de Olympische Spelen in Sydney. Van 14 april 2001 tot 24 juni 2007 was Will een van de vaste presentatoren van de Tagesthemen op de ARD.
Vanaf 16 september 2007 werd Will de gastvrouw van haar eigen politiek debatprogramma, Anne Will, dat bedoeld was als opvolger voor het gelijkaardige programma van Sabine Christiansen. Het programma wordt echter niet door de ARD of WDR geproduceerd; Will heeft haar eigen productiehuis, Will Media, op poten gezet, dat uitsluitend haar debatprogramma produceert.
Naast haar mediacarrière is Anne Will actief als ambassadrice voor de liefdadigheidsinstelling Gemeinsam für Afrika, en zij pleit tevens voor een verbod op landmijnen. Zij woont afwisselend in Hamburg en Berlijn. Haar partner is de communicatiewetenschapster Miriam Meckel, met wie zij op 19 augustus 2016 in het huwelijk trad.

## Onderscheidingen
- 2001: Nominatie voor de Adolf-Grimme-Preis Spezial – voor haar „modereertalent en haar brede journalistieke competentie”
- 2002: Goldene Kamera als Shooting-Star 2001 (keuze van de lezers van Hörzu)
- 2005: Internationale speciale B.A.U.M.-prijs
- 2006: Nominatie voor de Grimme-Preis
- 2006: Deutscher Fernsehpreis: Beste moderering van informatie voor de tagesthemen
- 2007: Hanns-Joachim-Friedrichs-Preis voor televisiejournalistiek